# ヨスガノソラ
『ヨスガノソラ』（In solitude, where we are least alone. 縁の空）は、2008年12月5日にCUFFSの姉妹ブランド、Sphereより発売された日本の18禁恋愛アドベンチャーゲーム、およびそれを元にした漫画・アニメ作品である。

## 概要

### ヨスガノソラ
山奥の田舎町へ妹と2人で移り住んだ主人公が、妹やヒロインたちと共に不器用な恋愛を展開する物語である。
CUFFSの姉妹ブランド・Sphereのデビュー作。本作の企画がCUFFSでは制作が難しかったため、企画と共に新ブランドを立ち上げた。
シナリオ担当の太刀風雪路は、タイトル「ヨスガノソラ」について、「どこでもどんな時でも変わらずそこにある空のように、人と人との関係もそうありたい」という願いや憧れを込めたと語っている。漢字では「縁の空」だが、音の響きを重視してカタカナとした。作品のテーマとしては、素直で優しすぎるために自分の気持ちを押し殺してしまう、あるいは素直でない姿を周囲に当たり前と思われてしまって本心が伝えられない、といった「意志の疎通の難しさ」を表現している。
2010年10月29日には、本編の通常版パッケージが発売された。

### ハルカナソラ
2009年9月25日に発売されたファンディスク。本編で人気だった妹ヒロイン・穹のアフターストーリー、本編でサブキャラクターだったやひろと梢のショートストーリー、音声コンテンツ、壁紙ファイルなどを収録する。本編ではひろと梢が人気だったため、彼女たちを中心としてファンディスクの企画が立てられた。「縁（ヨスガ）で繋がれた思いが広がっていく」という意味で、タイトルを「ハルカナソラ」とした。
「萌えゲーアワード2010」で、ファンディスク部門の銀賞を受賞した。

## あらすじ
不慮の事故で両親を亡くした双子の兄妹の春日野 悠と春日野 穹は、それまで住んでいた都会から離れた山里にある奥木染町（おくこぞめちょう）へ移り住み、かつてその地で医者を営んでいた亡き父方の祖父母の家で、兄妹2人の生活を始めることとなった。
頼れるお姉さん依媛 奈緒や天真爛漫天女目 瑛との再会、深窓の令嬢渚 一葉と謎のメイド乃木坂 初佳との出逢い、思春期全開中里 亮平と奥手な委員長倉永 梢との交流、更には駄菓子屋の妖艶店主伊福部 やひろとも接触する。
悠は手探りながらも恋愛に目覚めていく。

## 登場人物
担当声優はゲーム版 / テレビアニメ版の順。

### 主人公
春日野 悠（かすがの はるか）
声：なし / 下野紘、松元惠（幼少期）
身長：170cm / 血液型：O / 誕生日：2月5日
本作の主人公。両親を突然の交通事故で亡くしたため、双子の妹である穹と一緒に奥木染町へ引っ越してきた少年。穂見学園1年生。家事全般が苦手であるうえ、穹が面倒くさがりなために四苦八苦しているが、生来マメな性格であるからか簡単な料理などの自炊を率先して行うなど、徐々にではあるが上達している。両親の事故があった当初は親戚に引き取られる話もあったが、両親の葬儀や経営していた家具店の閉店などで精神的に疲れてしまい、穹共々お互いが引き離されることを拒んだこともあって、田舎で放置されていた父方の祖父母の家に移り住むことにした。その際、「……ハルの好きにしたらいい」と穹に背中を押されたことが引っ越しの決め手になったのだが、悠としては「穹を連れて逃げた」という意識もあるため、心中はやや複雑。
都会育ちの美少年という顔立ちで、自然と女性にモテるが本人は自覚していない。お人好しであり、自分だけで物事を背負い込むところがある。趣味はファッション雑誌を眺めること。都会に住んでいた頃は着るものにも割と気を遣っていたが、奥木染へ来てからは「楽だから」という理由を挙げ、Tシャツ姿で過ごしている。運動神経は悪くないが、幼い頃のトラウマから水を苦手にしており泳ぐことができない。
町医者の祖父と産婆の祖母は「春日野医院」という医院を営み、2人とも地元から厚く信頼されていたため、孫である悠たちはその恩恵を受けることがある。また、家具屋を営んでいた両親のうち、母の影響で服や物を見るセンスが鍛えられている。穹の方がセンスは上のため駄目出しをされることも多いが、髪のセットなど時には穹より強くこだわることがあり、瑛などからは「お洒落さん」と言われている。両親が車で国内出張に出た際、帰り際にかけてきた電話で穹とお土産をねだったことが原因で、2人が事故死したと思っており、今でもそれを悔やみ続けている。
【テレビアニメ版】
テレビアニメ版ではヒロインごとにシナリオがあるオムニバス方式により、原作で攻略対象であった5人のヒロインとそれぞれのストーリーで結ばれた。奥木染町に引っ越してきた際に自転車を購入、穹のために荷台に座布団をくくり付け、買い物などに使用している。また、おまけパートではギャグっぽさが突出した性格になっている。基本的に原作に忠実な行動をとるが、穹ルートでのみ大きく改変され、穹を気にしつつ奈緒と付き合い始めるといった三角関係へと変更された。これにより精神的に追い詰められ悠が奈緒を無理やりラブホテルに連れ込み、性交に至りかけて奈緒に制止されて理性を取り戻すといったオリジナルシーンが追加された。原作とも漫画版とも違う性格付けがされている為、このオリジナルシーンについては出演声優からは違和感を覚える声があった。

### ヒロイン
天女目 瑛（あまつめ あきら）
声：月城真菜 / 阪田佳代
身長：153cm / 血液型：A / 誕生日：8月3日
悠のクラスメイト。悠と昔一緒に遊んだことのある「叉依姫神社」の娘。温厚でいつもニコニコしているが、何を考えているかわからない部分や他人の心理を達観している部分がある。人懐っこく、悠のことは「ハルくん」、一葉のことは「カズちゃん」、亮平のことは「亮兄ちゃん」と呼ぶ。一葉とは幼少時からの親友で、その間柄から彼女に怒られることが多いが、実は二人は異母姉妹で瑛は愛人の子で一葉は妻の子であることを互いに知っている。
巫女と神社の管理人を兼任しており、神社で一人暮らしである。そのため、普段は巫女服でいることが多い。神主だった祖父（声：納谷六朗）が2年前に亡くなった後は、保護者となってくれたやひろの家へよく食事を作りに行っている。また、老人達の手伝いで町内を走り回っており、皆にかわいがられている。自分のルート以外では他ヒロインのサポートに回ることが多く、悠と穹の関係については一貫して肯定的な立場を取っている。そのため、梢などには損な性格であると考えられているのだが、本人が気にしている様子はない。
煮物が得意で、よく作り置きをしている。記憶力が優れており、昔の出来事などをよく覚えている。背丈は小さいが毎日神社の長い階段を昇り降りしているせいか、体力は人一倍ある。
幼少の頃、悠と斜面を転げ落ちた際に失踪した母の飾りを無くしてしまうが、後に悠と再び斜面から落ちた際に見つけた。これをきっかけに一葉の協力も得てDNA鑑定を開始、渚の娘は一葉であることが確定し長年の葛藤に終止符が打たれた。後に渚婦人とも和解、原作では悠が住んでいた街でのデートで完結した。
【漫画版】
漫画版では、原作における達観した性格が強調されており、人の心を読んでいるとしか思えない言動や、未来を正確に予測するなど、尋常ではない雰囲気を醸し出し、クールな表情も多い。そのため、悠からは「心を見透かされている」と思われることもあったが、基本的には穹共々信頼を寄せている。また、穹に請われて個人的に料理を教えるなどして、穹の家事スキルアップに一役買っている。
【テレビアニメ版】
テレビアニメ版では原作・漫画で見せた達観性が成りを潜めている。おまけパートでは、デフォルメ化された際に登場人物の中で唯一顔が極端に巨大化されており、目の焦点もブレまくっている。酒に悪酔いした初佳には、「デメキン」とまで呼ばれた。その際における顔の大きさは、話数が進むにつれて大きくなっている。
依媛 奈緒（よりひめ なお）
声：木村あやか / いのくちゆか
身長：163cm / 血液型：AB / 誕生日：10月7日
幼少時の悠たちが遊びに来たときはいつも面倒を見てくれていた、1つ年上の近所のお姉さん。穂見学園2年生。両親の不仲に端を発した家庭内事情から自宅にいるのが苦手で、よく外出している。
背丈以上に目立つ巨乳の持ち主で、いつも眼鏡を掛けている。悠のことは「はるちゃん」と呼ぶ。かつて両親が離婚寸前の状態になった際、離婚後は想い人である悠にもう会えなくなってしまうと思い詰めてしまい、覚えたての性知識で悠と性交してしまったことがある。これにより穹からは今でも目の敵にされている。
昔と同じように悠たちを気にかけてくれるうえ、登校も一緒である。料理や裁縫などの家事は上手で、悠たちの家事を積極的に手伝ってくれている。水泳部に所属しているが、プールに入って泳いでいることよりプールサイドで読書をしていることが多い。
奈緒のルートにおいては穹との和解が重要となる。
悠とお互い結ばれるも、それが許せない穹により離ればなれにされかけるも「件の行為で自分は傷つかなかったが、奈緒は今も苦しんでいる。穹も一人にしてしまって悪かった。」という悠の説得によりこれを回避。
穹も一定の理解を示すようになり、交際を認めてもらうことができた。
【漫画版】
漫画版では、ほぼ原作と同じキャラクター付けで、ストーリーラインにも変化はないが、過去の出来事がより一方的な行為として描写されており、悠が未だに悪夢として魘されることもあるなど根が深く、穹とも完全な和解には至らなかったなどの違いもある。
【テレビアニメ版】
テレビアニメ版では、原作に輪を掛けてプロポーションを強調した描写が盛り込まれている。また、おまけパートでは若干太った体型で描かれ、デフォルメ化された際にブタのような尻尾が付けられている。
穹との和解方法も変更されており、自暴自棄となって豪雨の中に飛び出してしまった穹が、落雷に伴う火災で黒うさぎのぬいぐるみを失いかけパニックになる中、我が身をかえりみず燃え盛る建物内へ突入、扉を破壊して脱出という荒業により黒うさぎのぬいぐるみと共に堂々と脱出した。これにより昔のように頼れる姉として穹と和解、ようやく互いにきちんと向き合えたことで悠との交際を穹に認めてもらえた。
渚 一葉（みぎわ かずは）
声：五行なずな / 小野涼子
身長：164cm / 血液型：A / 誕生日：8月3日
悠のクラスメイト。地元代議士の一人娘。ややきつめの顔立ちをした才色兼備で清楚なお嬢様だが、高飛車や居丈高なところはなく、むしろ常識人な面が目立つ。しかし、自身をからかうことが多い亮平や瑛を相手にする際は手が出ることも多く、負けず嫌いで意地っ張りなところもある。とある事情から瑛に対しては時折過保護な言動を見せ、悠などには「瑛のお姉さん」と認識されている。「天女目 瑛」が姉（異母兄弟）で「渚 一葉」が妹であると本人が言っていて、一部の人を除いては他の人は知られていない（TV第3話）。悠とは瑛を通じて友人になるも、自身のルートも含めて「相性が悪い」ことを自覚しており、梢ルートでは悠と接する理由を「瑛が懐いているから」とハッキリ口にもしている。ハルカナソラにおける悠と穹の関係を理解するのにも一番時間が掛かり、抵抗感も少なからず持っていた。
ツッコミの際にはどこからともなくアルミ缶の蓋を取り出して叩くが、どこから取り出しているのかは謎。通学の時は、家から車で行く時は瑛を迎えに行ってから悠たちの所で降りて徒歩で通学する。ヴィオラのレッスンを受けており、上手に演奏することができるが、聴くのは両親を除くと瑛と師匠だけである。ヴィオラの他に華道、日本舞踊、お菓子作りのレッスンも受けている。
一葉のルートにおいては瑛を巡る父との確執も解決する。悠と交際を開始した後も日常生活における悠との会話はこれまで通りであり、どこか抜けているところが多い悠の手綱をしっかり握っている。その反面、悠との性交時には、悠に主導権を握ってくれるように頼んだ末に、終始甘えん坊になるなど、日常生活との落差が激しい姿となる。
【漫画版】
漫画版では、原作における悠との相性の悪さが強調されており、一方的に突っかかることもあれば、手を上げることもあり、ツンケンとした態度を取ることが多い。そのため、悠とは仲がいい関係であるとは言いづらいのだが、終盤で穹が行方不明になった際は「恩があるから」という理由で捜索に駆けつけるなど、友達思いではある模様。
【テレビアニメ版】
テレビアニメ版では、奈緒と同様にプロポーションを強調した描写が多く、瑛への過保護さも強調されている。缶の蓋によるツッコミも、現実味がないことから蹴りなどになっている。また、保健委員に所属しているという設定が追加されている。エンディングアニメーションでは、デフォルメ化された際にヴィオラを指で弾いたり、ヴィオラの演奏中、寝惚けた瑛によって頭から丸呑みにされてしまう。
乃木坂 初佳（のぎさか もとか）
声：遠野そよぎ / 岡嶋妙
身長：160cm / 血液型：O / 誕生日：12月23日
渚家のメイド。短大卒業間際の就職活動に失敗して実家でブラブラしていたところ、親の友人かつ渚家の家政婦である多々良（たたら）に誘われて2年前から渚家で働いているが、本人はメイド服を恥ずかしがっている。しかし遅刻しそうになった時は家からメイド服のままバス通勤することがある。梢とは家が近く知り合いでもあるが、落とした携帯を拾われるなどフォローされることも多く、あまりのだらしない性格を説教されたときは、年下相手に逃げ出すほど萎縮してしまった。やひろとも友人であるが、こちらは彼女の家でたびたび酒を飲むなど良好な関係であり、持ちつ持たれつといった感じである。
実家では両親と同居しており、家事は任せっきりで下手。渚家では余裕のある態度を取りたいが、要領が悪く落ち着きも足りないうえ、目の前のことしか考えられず、空回りして失敗することも多い。そのため、渚家の秘書である月見山（やまなし）にはよく小言を言われている。
酒癖が悪く、他人に絡むタイプ。仕事の合間にはよく合コンに参加しているが、酒癖の悪さもあって敗北続きである。実はまだ処女であり、過去に交際相手が身勝手な理由で一方的に去ったことを引きずっているため肝心なところで奥手になってしまう癖がある。初佳のルートでは一葉との繋がりで親しくなった悠に合コンで撃沈して酔っ払ったところを介抱してもらう。見かねた悠に家まで送ってもらい異性との出会いがない悩みを打ち明けてしまい性欲が暴走、勢いで悠と性交し交際を開始した。交際開始後は中々うまく距離感をつかむことができず、別れた男性から連絡があれば一瞬心が揺れてしまい自己嫌悪したりと悠に迷惑をかけてしまう。 時間をかけて交際を続け、悠と本当の意味で相思相愛になれた。
【漫画版】
漫画版では存在自体がなかったことにされ一切登場しない。
【テレビアニメ版】
テレビアニメ版ではおまけパートのメインを担当。悠へ欲望を剥き出しにする描写が多いうえ、デフォルメ化された際には胴が非常に長く伸びたりする。また、二階の自室での自慰や逢瀬の時は、一階の茶の間でくつろいでいる両親のところまではっきりと聞こえるほど声が大きい。また、初佳の「今日の一言」でおまけパートは終了する。
春日野 穹（かすがの そら）
声：白波遥 / 田口宏子
身長：152cm / 血液型：O / 誕生日：2月5日
悠とは双子（二卵性双生児）の兄妹で、口数が少なく無気力な引きこもり。悠のことは「ハル」と呼ぶ。人形のようと形容されることもある、色白の美少女。面倒くさがりな性格をしており、家事などは悠に任せきりであるが、原作および漫画版では徐々に覚えていき率先して行うようになる。服は主に白色系を好み、外出時にはワンピースや甘ロリ調の服を着る。髪も普段はロングヘアの両端をリボンで束ねる程度で、学校へ行く時などはツインテールにする。お気に入りである黒うさぎのぬいぐるみは母親が旅先で買ってきてくれたお土産。
幼少期から病気がちで、入退院を繰り返してきたために、悠とは顔立ちこそ似ているものの、体格差がある。また、入院時は悠がお見舞いに来ないときの暇つぶしに勉強していたため、勉強は彼より格段にできる。また、母の影響で服や物を選ぶセンスが鍛えられており、センスは彼より上。わがままな面も見られるが基本的には悠の意思に従っており、かつて悠に言った言葉のとおり、最終的には悠のことを想って行動することが多い。穹以外のヒロインと悠が結ばれる場合でも、悠が幸せであると感じれば素直に祝福するなど、悠を独占したいというわけでもない。
インターネット依存症の気があり、主にファッションサイトや掲示板などを眺めている。それを心配した悠によって奥木染に越してきた当初はネットを導入してもらえなかったが、瑛ルートではネット環境のある伊福部商店に出かけたり、ハルカナソラでは携帯のネットを利用して専用の機器を取り寄せるという強硬手段に出ている。食べ物の好き嫌いが多く、刺身を「焼いたら食べられる」など極端な嗜好をしており、カップラーメン以外のジャンクフードを好む。
家事のスキルは当初、オーブンレンジでトーストも焼けないほどであったが、後々の努力によって悠の手伝いができるぐらいには成長しており、ハルカナソラでは悠も驚くほどおいしいクッキーを焼きあげるなど、多彩な才能を見せている。このように家事のスキルの低さは本人のやる気の無さが原因となっており、実はやろうと思えば家事や料理作りもこなせるうえに病気がちで本を読んでばかりの生活が続いていたため勉強もかなりできることを自覚している。本当は運動も今なら人並みにはできることを隠しており、悠が苦手とする水泳も得意。
穹とのルートの場合は他のヒロインと比べて人間関係が非常に厳しいものとなる。人付き合いが嫌いなため他人を拒絶しがちであり、主にその被害者は周囲より抜きんでてなれなれしい亮平となっているが心の底から嫌っているわけではない。奈緒に対しては心を開いていた幼少時代があったが、奈緒が悠と性交しているのを目撃して以来、徹底的に嫌っている。悠の仲裁で奈緒と仲直りをした後、紆余曲折を経て悠と結ばれたが、奈緒と梢に気付かれ悠との関係はすぐに消滅してしまう。以前よりも酷く自室にひきこもった末に神社の奥の湖で入水しようとするが、自分を助けようとした悠が溺れてしまったため和解した。
原作での結末では再び引っ越したかのように見せて単に旅行に行って帰ってきただけであり、梢とも和解し皆から公認の仲として受け入れられた。ファンディスクである 『ハルカナソラ』では旅行から帰った後の関係が語られており、本編のヒロインで唯一、「蒼穹の果てに」という後日談が描かれている。
【漫画版】
漫画版では、原作以上に悠への想いを明確化させており、そのため奈緒に対する敵愾心の強さが強調されている。また、原作ではあまり描かれることのなかった病弱な姿も描かれており、発作を抑える薬を飲むシーンや、お祭りの最中に意識を失うシーンなどもある。悠が他ヒロインと親しくしているところを見てヤキモチを焼くこともあり、奈緒との和解も表面上のものに留まった。家事に対しては原作以上に積極的で、自主的に瑛の元へ習いに行くなどして腕を上げており、悠の好きなものであれば一通り作れるようになっている。結末は原作に準拠したものとなっており、再び引っ越したかのように見せて単に旅行に行って帰ってきただけであり、梢とも和解し皆から公認の仲として受け入れられた。
【テレビアニメ版】
テレビアニメ版では、レトルト食品は食べられるようになっており、携帯電話はスマートフォンを使用している他、自転車に乗れないという描写が追加されている。また、黒いウサギのぬいぐるみはおまけパートで綿が飛び出たり首が取れていたりと散々に扱われている。アニメ版における穹のストーリーでは梢との関係が修復不能なまでに崩壊し、将来を悲観した悠を想い両親と関わりのあった家具職人を頼って海外に移住する。二人が去った後、住んでいた家や祖母の診療所は荒れ果ててしまい、皆との関係も完全に絶ったまま完結するというストーリーへと改変された。

### クラスメイト
倉永 梢（くらなが こずえ）
声：春奈有美→姫川あいり /  峰岸由香里
身長：158cm / 血液型：A / 誕生日：6月1日
クラスの学級委員長で、そのことから愛称は「委員長」。前髪の左サイドをピンで留めた肩までの髪をおさげにしている。責任感が強く、真面目で面倒見がいい。初佳とは家が近所で、親同士が知り合い。
ずっと田舎暮らしのため、都会的なものに憧れている。趣味はファッション雑誌を眺めること。また、時々少女っぽい妄想で自分の世界に入り込むことがある。
転校してきた「都会の美少年」である悠に一目惚れしており、そのことをからかわれると赤面する。そのため、悠の前では緊張でうまく話せなくなってしまう。態度から周囲（特に亮平）にはバレバレだが、当の悠には全く気付かれていない。割かし面倒見が良く、悠から請われたこともあってか穹とも交流を深めており、彼女からもそれなりに信頼されている。
『ハルカナソラ』では、ヒロインとして描かれている。会社員の父親と専業主婦の母との三人暮らしで、作中では穹に容姿的にコンプレックスを抱きつつ振り回される一場面も描かれ、また、時折妄想で自分の世界に入り込むことから、穹から「突発性誇大妄想肥大化症候群」と病名を付けられた。また、個性が強く独特的な自室は、訪れた穹と悠から旅館みたいだと即答されている。
【漫画版】
漫画版では、穹ルートと同じ役回りで登場しているが出番は少なく、特に穹との交流はほとんど描かれていない。悠の女装姿に目を輝かせるなど原作以上に危うい一面も見せたが、原作と同じ結末を迎えた。
【テレビアニメ版】
テレビアニメ版では、原作から大きな改変が加えられており、悠と穹の関係を一貫して拒絶し、最終的に和解した原作および漫画版と違い最後まで否定し続け、そのショックで髪型を変え、言葉遣いも若干豹変している。なお、学園には自転車（ミニベロ）登校をしている。おまけパートでは、常に悠に遠くから熱い視線を送っている。
ファンディスクで攻略対象ヒロインに追加された。
中里 亮平（なかざと りょうへい）
声：後野祭 / 中國卓郎
身長：175cm / 血液型：B / 誕生日：9月25日
悠たちより1つ年上だが、留年して彼らのクラスメートとなっている少年。主に甚平を普段着としており、あごヒゲがトレードマーク。
セクハラ発言の多い浮かれた言動を取るため、瑛以外の女性陣からはツッコミを受けたり無視されたりと酷い目に遭うことが多いが、本人は「率先してバカやってる」ということもあり、意識的にそうしたキャラクターを演じている部分もある。悠とは、彼が年齢が上の自分に分け隔てなく（タメ口など）で接してくれたことから好感を持ち、大切な友人として友情を深めている。
名前の「亮」が「あきら」と読めるため、瑛と一緒にいるときは「Wあきら」と言われる。
【漫画版】
漫画版では、自身の過去と密接に関係する初佳が登場しないため、原作におけるシリアスな部分は控えめになっている。原作以上に悠の女装姿に「食べちゃいたいぐらい」関心を持っており、悠の夢の中ではあるが一度ならず襲いかかったことも。
【テレビアニメ版】
テレビアニメ版では普段着は主にTシャツとGパンになっており、穹への惚れっぷりが多少強調されている他、おまけパートでは、事ある毎に親指を立て、たまにデジカメを持っている。

### その他の人物
伊福部 やひろ（いふくべ やひろ）
声：一色ヒカル / 田中涼子
身長：165cm / 血液型：B / 誕生日：1月10日
神社の近所にある駄菓子屋「伊福部商店」の店主。身寄りのない瑛の保護者でもある。キツイ系の美人で口が悪い。初佳とは幼少時から短大まで同じ学校で、今でも一緒に飲むことが多い。大の酒好きで、飲みすぎて二日酔いになることもある。瑛のことを「にょめ」と呼ぶことがある（由来は「天女目」→「女目」→「にょめ」）。
手間が掛かることを苦手としており、店番を瑛に押し付けることも多い。また、店の商品を食べることもある。食事も普段は瑛に作ってもらっているが、一人暮らしの経験があるため、家事ができないわけではない。むしろ、料理については非常に上手。また、ゲーム版では伊福部商店にネットを繋げて、接続環境が町一番に整っているため、時々穹が訪れて勝手にやひろのノートPCを立ち上げてはネットをしている。
かつては一流企業に勤めるほどのエリートであったが、複雑な人間関係に嫌気が差して辞職。故郷である奥木染町へ帰り、祖母の駄菓子屋を継いだ。駄菓子屋を営んでいる傍ら、開設したブログで町の紹介などをし、そのブログがネット上では人気があるため、通販会社と提携するようになり、通販の売り上げの数割をギャラとしてもらっている。
『ハルカナソラ』では、ヒロインとして描かれている。『ハルカナソラ』での梢ルートでは、高級アイスの仕入れルートを開拓し、密かに販売するなどキャリアウーマン時代の手腕を見せる場面もある。
【漫画版】
漫画版では瑛関係で僅かに登場するだけで、それ以降の出番はない。
【テレビアニメ版】
テレビアニメ版では一葉・瑛ルートのみ登場し、おまけパートでは、初佳と一緒に合コンに出かけては毎回失敗に終わったり、瑛と初佳との三人で伊服部商店でくつろいだりと、夜での私生活が描かれている。
師匠
叉依姫神社に長年住み着いている大柄の猫。大抵は神社にいるが時々町を徘徊することがあり、たまに瑛の頭の上に乗っている。師匠とは瑛が名付けた名前であり、一葉などからはただの猫として認識されている。心情を見透かした瞳をする時があり、悠の道標的役割をすることもある。漫画版はそれが顕著で、瑛以上に不思議な雰囲気をまとっており、空気の流れの変化を感じ取ったり、悠と穹の問題が解決したことを察知するなど、ただの猫とは違うことを印象づけている。
テレビアニメ版にはほとんど登場せず、おまけパートでは、デフォルメ化された際にはうなぎのような軟体状態で瑛の髪の中に潜っている。
一葉の父親
奥木染町の名士で地方代議士。悠と穹に対しては、祖父母に昔からの大恩があるため、できるだけの協力をも厭わない気でいる。現在は人望の厚い人格者であるが、一葉が産まれる前は放蕩者として女性関係にだらしなく、愛人と浮気し妻を裏切っていたという過去をもつ。
瑛の母が亡くなったことで瑛が神主に引き取られたということを知ってからは自分の無責任な行動が招いた事態には深く反省しており、神主が亡くなった際には瑛を引き取ろうとしていたが夫の浮気を知っている妻の猛反対により頓挫する。このため天涯孤独となってしまった瑛を密かに拠出する形で彼女の生活をずっと支援しており、何かしらの用事を無理やり作って瑛と会う機会を設けている。
愛人との間で産まれた瑛が長年苦しんできた経緯から一葉に敬遠されているが、それでも瑛と一葉の身を案じている。
一葉の母親
声：- / 村井かずさ
一葉が産まれる前に夫が浮気していたことを知っており、瑛の祖父である神主が亡くなった際、独りになってしまった瑛に会いたくないという理由で葬儀への参加を拒絶、夫の参加にも断固拒否する。これにより瑛の引き取りを拒否する親族達によって瑛の祖父の財産はほとんど瑛の手元には残らず親族達に奪われてしまった。
瑛が天涯孤独になってしまった後も瑛と顔を合わす度に無視や拒絶を行い徹底的に嫌い抜いている。これにより一葉との関係は悪化しており、瑛を気遣う夫との関係も冷え切っている。
瑛のルートでは最終的に瑛と和解、これまで瑛にしてきた仕打ちを謝罪した。

## 物語の舞台
物語の舞台である奥木染町は、本作のキャラクターデザインを務めた橋本タカシの親戚が住んでいた集落をモデルとしたことが明かされている。具体的には栃木県足利市樺崎町周辺の風景がモデルと言われており、作中に登場する神社は樺崎八幡宮に似ていることが指摘されている。
作中における主な設定としては、バスは一日二本、電車は隣町の穂見町（ほずみちょう）の駅から乗らなければならない。携帯電話の普及率も低く、作中でも携帯電話を所持している学生は悠・穹・一葉の三人しかいない。コンビニは車で30分掛かる県道の方にあるのみで、そこよりマシな場所、駅の先にある街道沿いに八百屋を大きくしたようなスーパーが一軒だけある。また、週に二回移動販売車「スーパー・タカノ」が広場にやって来ており、悠や穹はそれを利用することも多い。また、奥木染周辺では回転寿司チェーン店「らっぱ寿司」が有名で、穂見駅の看板で広告されている他、隣町のアーケード街にらっぱ寿司のチェーン店があり、そのテーマソングは瑛のお気に入りでもある。毎年夏になると叉依姫神社で夏祭りがあり、巫女である瑛は神楽舞を舞うことになる。叉依姫神社の奥宮には「始まりの場所」と呼ばれる湖があり、「死ぬ前に戻ればもう一度生まれ変わって人生をやり直せる」という言い伝えがある。
また、アニメ版のみの設定として悠たちが通う穂見学園は昔は家政系の女子高であり、そのため女子の制服は伝統的にボタン付けは自分ですることになっている。
テレビアニメ版の放送開始と前後し、奥木染町のモデルとされる足利市にはファンが舞台探訪に訪れるようになったため、住民の一部からは本作を地域おこしに結びつけようという意見もあったという。一方、本作が性描写を伴う内容であることから、テレビアニメ版の関係者からはそうした動きに難色を示す意見も出されるなど、慎重論も寄せられた。こうした中、2010年10月17日に樺崎八幡宮で行われた秋季例祭では、本作のスタッフにより、地域住民向けの紹介展示やロケ地の紹介などが行われている。

## スタッフ
- キャラクターデザイン・原画 - 橋本タカシ、鈴平ひろ
- シナリオ - 太刀風雪路、朝倉誠理
- BGM - Manack
- ディレクター - 佐倉直人

## 主題歌

### ヨスガノソラ（主題歌）
オープニングテーマ「道の先、空の向こう」
作詞 - 綾菓／作曲・編曲 - Manack／歌 - Rita
エンディング「夜明けのプリズム」
作詞 - 綾菓／作曲・編曲 - Manack／歌 - Rita

### ハルカナソラ（主題歌）
主題歌「フタリ」
作曲・編曲 - 東タカゴー／作詞・歌 - Duca

## 購入特典

### ヨスガノソラ（購入特典）
ヨスガノソラ IMAGE CD
初回限定版付属のCD。ボーカル曲とイメージテーマが収録されている。
ボーカル曲「君、繋ぐ空。」
作詞 - コツキミヤ / 作曲・編曲 - 折倉俊則 / 歌 - Rita
イメージテーマ「交響詩ヨスガノソラ」
作曲 - 折倉俊則 他
ヨスガノソラ Visual Art Collection.
予約キャンペーンで発売日までに予約すると特典として付いてきた品物。イラストレーター全16名による完全描き下ろし『ヨスガノソラ』イラスト集。参加したイラストレーターは、橋本タカシ、☆画野朗、兼清みわ、源之助、フミオ、ちこたむ、鈴平ひろ、七尾奈留、九尾、KEG、小沢悠、狐印、鶏野郎、緋賀ゆかり、植田亮、カントク。

### ハルカナソラ（購入特典）
黒ウサぬいぐるみ
初回限定版特典。
ハルカナソラ キャラクターソングCD
初回限定版特典。瑛・一葉・初佳のキャラクターソング、主題歌「フタリ」の穹バージョン・Ducaバージョンを収録。
春日野穹ピロートークCD「ソイネノソラ」
予約キャンペーン特典。

## 関連商品

### CD
道の先、空の向こう
歌 - Rita / 発売 - 2008年9月26日 / ASIN:B001F50LG2
『ヨスガノソラ』オープニングテーマ「道の先、空の向こう」とエンディングテーマ「夜明けのプリズム」を収録したマキシシングル。ジャケット画は橋本タカシ描き下ろしの天女目瑛。
ヨスガノソラ サウンドトラック
ゲーム版のサウンドトラック。2009/2/27発売。
ヨスガノソラ オリジナルサウンドトラック－Arrange－
アニメ版のサウンドトラック。2010年12月22日発売。
ヨスガノソラ　オリジナルサウンドトラック／オープニング主題歌＆番組挿入歌アルバム
アニメ版のサウンドトラックにオープニング主題歌＆番組挿入歌を追加した物。2016/9/21発売。

## 漫画
ヨスガノソラ
原作：Sphere / 作画：水風天
「月刊コンプエース」2009年10月号から2011年1月号まで連載。ただし2010年4月号では単行本化作業のため、2010年9月号ではアニメ進行に合わせるため、それぞれ休載している。後者では代わりに単行本第1巻告知漫画が掲載された。
コミックスは角川コミックスエースより全2巻。
1. 2010年5月26日発売 / ISBN 978-4047154285[13]
2. 2010年12月25日発売 / ISBN 978-4047155862[14]

ストーリーは、原作の穹ルートを主軸に、瑛・一葉シナリオや奈緒シナリオなどを差し挟む構成となっている。

## テレビアニメ
2010年5月にテレビアニメ化が発表され、2010年10月よりAT-X・BS11・TOKYO MXにて放送された。全12話。
AT-Xの視聴年齢制限枠での放送のため、TOKYO MXやBS11では一部の性的なシーンに修正が加えられた。なお、TOKYO MXやBS11ではスターチャイルドの1社提供番組となっていた。
シリーズ構成の荒川稔久によれば、作品舞台である田舎の情景を意識して作品に取り入れている。また原作には無い「携帯の電波がほとんど届かない地域」という設定により、簡単に物事が進まない不便さが作中の人間関係に微妙な影響を与えている。
監督の高橋丈夫によれば、全12話の物語で分岐型のPCゲームを再現する意図から、1人のヒロインのエピソードを描いた後、分岐時点に戻って次のヒロインを描く構成とし、シリーズ全体の流れに沿ってヒロインの並び順や各テーマを配置している。各話に初佳が主人公のおまけ短編が付属している。
なお、DVDとBDでは収録構成が違っており、DVDではテレビ放送順に収録されているが、BDではユーザーが好きなヒロインのソフトを選択できるように各ヒロインごとに収録されている。
本放送中は、テレビアニメ版公式サイトとの連動企画が行われていた。本放送中に表示されるパスワードを公式サイトのダウンロードページで入力することにより、様々なデジタルコンテンツが配布される。各回、AT-Xの初回放送直後から次の初回放送開始直前までの配信となっているが、第1話と第2話の分に関してはパスワードのテロップが見え辛かったため、2010年10月26日午前0時から同年11月1日午後11時29分まではパスワードなしでダウンロードできるよう、代替措置が取られた。

### スタッフ（アニメ）
- 原作 - Sphere
- キャラクター原案 - 橋本タカシ、鈴平ひろ
- 企画 - 森山敦
- 監督 - 高橋丈夫
- シリーズ構成 - 荒川稔久
- キャラクターデザイン - 神本兼利
- 音響監督 - 岩浪美和
- 音楽 - 三輪学、Bruno Wen-li（市川淳）
- 音楽制作 - スターチャイルドレコード
- アニメーション制作 - feel.
- 製作 - 奥木染町内会

### 主題歌（アニメ）
オープニングテーマ「比翼の羽根」
作詞 - riya / 作曲・編曲 - 菊地創 / 歌 - eufonius
オープニングのアニメーションは、悠と穹を中心にイメージビデオのような映像となっている。
エンディングテーマ「ピンキージョーンズ」
作詞 - 村野直球 / 作曲・編曲 - NARASAKI / 歌 - ももいろクローバー（現：ももいろクローバーZ）
エンディングのアニメーションは、本編のパロディと新規イメージカットで構成されている。
挿入歌「ツナグキズナ」
作詞・作曲・編曲 - nyanyannya / 歌 - Team.ねこかん［猫］ featuring.天乙准花
挿入歌のアニメーションは、悠と穹の過去を描き、2人の生い立ちや引っ越した経緯がわかる内容になっている。

### 各話リスト
サブタイトルは、上段が本編、下段がおまけパートのもの。各話についているアルファベットと数字はルート話数を表す。また、サブタイトルには本編とおまけに共通する法則として、その回のキーパーソンの名前が何らかの形で含まれている。
| 話数   | サブタイトル   | サブタイトル              | シナリオ       | 絵コンテ     | 演出           | 作画監督                                                        | 総作画監督        |
| ------ | -------------- | ------------------------- | -------------- | ------------ | -------------- | --------------------------------------------------------------- | ----------------- |
| 第1話  | ハルカナキオク | ハルカナキオク            | 荒川稔久       | 高橋丈夫     | さんぺい聖     | 杉山了蔵、枡田邦彰                                              | 神本兼利          |
| 第1話  | M1             | ダメモトカイナ            | 荒川稔久       | 高橋丈夫     | さんぺい聖     | 緒方浩美                                                        | 神本兼利          |
| 第2話  | AK2            | アキラ ハズカ（カズハ）シ | 荒川稔久       | しまづ聡行   | 奥野耕太       | 川島尚                                                          | 神本兼利          |
| 第2話  | M2             | モトカラソコツ            | 荒川稔久       | 高橋丈夫     | 奥野耕太       | 緒方浩美                                                        | 神本兼利          |
| 第3話  | K3             | ツカズハナレズ            | 秋月ひろ       | 高橋丈夫     | 津田尚克       | 鈴木豪、佐藤元昭 緒方浩美、田中誠輝 岡田万衣子                  | 杉山了蔵 枡田邦彰 |
| 第3話  | M3             | イモートカッカ            | 荒川稔久       | 高橋丈夫     | 津田尚克       | 緒方浩美                                                        | 神本兼利          |
| 第4話  | K4             | ハルカズハート            | 秋月ひろ       | 高橋丈夫     | ふじいたかふみ | 小菅洋、川島勝                                                  | 神本兼利          |
| 第4話  | M4             | イツモトカワレ            | 荒川稔久       | 高橋丈夫     | ふじいたかふみ | 緒方浩美                                                        | 神本兼利          |
| 第5話  | A3             | ヤミアキラカニ            | 荒川稔久       | しまづ聡行   | 嵯峨敏         | 滝吾郎、清水勝祐 奥野浩行、落合瞳                               | 神本兼利          |
| 第5話  | M5             | モットカチタイ            | 荒川稔久       | 高橋丈夫     | 嵯峨敏         | 緒方浩美                                                        | 神本兼利          |
| 第6話  | A4             | アキラメナイヨ            | 荒川稔久       | 佐々木奈奈子 | 上田繁         | 菊池聡延                                                        | 居無洋            |
| 第6話  | M6             | モートーカメカ            | 荒川稔久       | 高橋丈夫     | 上田繁         | 緒方浩美                                                        | 神本兼利          |
| 第7話  | NS2            | ツミナオトメラ            | 荒川稔久       | しまづ聡行   | ふじいたかふみ | 枡田邦彰、杉山了蔵 佐藤元昭、村山公輔 鈴木豪、川島勝 立田眞一   | 神本兼利          |
| 第7話  | M7             | ミミモトカンデ            | 荒川稔久       | 高橋丈夫     | ふじいたかふみ | 緒方浩美                                                        | 神本兼利          |
| 第8話  | N3             | ナオクラキソラ            | あみやまさはる | しまづ聡行   | 小野田雄亮     | 大河原晴男                                                      | 神本兼利          |
| 第8話  | M8             | ムナモトカモン            | 荒川稔久       | 高橋丈夫     | 小野田雄亮     | 緒方浩美                                                        | 神本兼利          |
| 第9話  | N4             | ハルカ ナオモイ           | あみやまさはる | 山崎光恵     | 駒屋健一郎     | 杉山了蔵、立田眞一                                              | 石井丈裕 神本兼利 |
| 第9話  | M9             | イマモトカイニ            | 荒川稔久       | 高橋丈夫     | 駒屋健一郎     | 緒方浩美                                                        | 神本兼利          |
| 第10話 | S3             | トリノソラネハ            | 荒川稔久       | 高橋丈夫     | 津田尚克       | 枡田邦彰、鈴木豪 佐藤元昭、川島勝                               | 神本兼利          |
| 第10話 | M10            | モトカレイマモ            | 荒川稔久       | 高橋丈夫     | 津田尚克       | 緒方浩美                                                        | 神本兼利          |
| 第11話 | S4             | ソラメクフタリ            | 荒川稔久       | しまづ聡行   | 嵯峨敏         | 清水勝祐、滝吾郎 落合瞳                                         | 神本兼利          |
| 第11話 | M11            | モトカノメモリ            | 荒川稔久       | 高橋丈夫     | さんぺい聖     | 緒方浩美                                                        | 神本兼利          |
| 第12話 | S5             | ハルカナソラヘ            | 荒川稔久       | 高橋丈夫     | 上田繁         | 立田眞一、鈴木豪 杉山了蔵、枡田邦彰 佐藤元昭、石井丈裕 尾崎綾子 | 神本兼利          |
| 第12話 | M12            | モトカトハルカ            | 荒川稔久       | 高橋丈夫     | 上田繁         | 緒方浩美                                                        | 神本兼利          |

### 放送局
| 放送地域 | 放送局   | 放送期間                 | 放送日時                     | 放送系列       | 備考                              |
| -------- | -------- | ------------------------ | ---------------------------- | -------------- | --------------------------------- |
| 日本全域 | AT-X     | 2010年10月4日 - 12月20日 | 月曜 23:30 - 火曜 0:00       | CS放送         | 視聴年齢制限あり リピート放送あり |
| 東京都   | TOKYO MX | 2010年10月8日 - 12月24日 | 金曜 2:00 - 2:30（木曜深夜） | 独立UHF局      |                                   |
| 日本全域 | BS11     | 2010年10月8日 - 12月24日 | 金曜 23:30 - 土曜 0:00       | BSデジタル放送 | 『ANIME+』枠                      |

### DVD / BD
| 巻数                  | 発売日         | 収録内容                       | 規格品番                      | 封入特典 |
| DVD                   | DVD            | DVD                            | DVD                           | DVD |
| --------------------- | -------------- | ------------------------------ | ----------------------------- | --- |
| ヨスガノソラ Vol.1    | 2010年12月22日 | 第1話 - 第3話                  | KIBA-1824                     | ブックレット |
| ヨスガノソラ Vol.2    | 2011年1月26日  | 第4話 - 第6話                  | KIBA-1825                     | ブックレット |
| ヨスガノソラ Vol.3    | 2011年2月23日  | 第7話 - 第9話                  | KIBA-1826                     | ブックレット |
| ヨスガノソラ Vol.4    | 2011年3月23日  | 第10話 - 第12話                | KIBA-1827                     | ブックレット |
| BD                    |                |                                |                               | |
| ヨスガノソラ 渚一葉   | 2010年12月22日 | 第1話 - 第4話                  | KIXA-75                       | 『ヨスガノソラ』 オリジナルサウンドトラック -Arrange- 特別ブックレット                                                          |
| ヨスガノソラ 天女目瑛 | 2011年1月26日  | 第1話、第2話、 第5話、第6話    | KIXA-76                       | 添い寝CD（渚一葉・天女目瑛） 特別ブックレット 渚一葉・天女目瑛収納BOX 別冊小冊子「ヨスガノソラ オリジナルイラストレーションズ」 |
| ヨスガノソラ 依媛奈緒 | 2011年2月23日  | 第1話、 第7話 - 第9話          | KIXA-77                       | 『ヨスガノソラ』 オリジナルサウンドトラック-New- 特別ブックレット                                                               |
| ヨスガノソラ 春日野穹 | 2011年3月23日  | 第1話、第7話、 第10話 - 第12話 | KIXA-90078 （数量限定生産版） | 添い寝CD（依媛奈緒・春日野穹） 特別ブックレット 依媛奈緒・春日野穹収納BOX 全巻収納BOX 春日野穹ストラップぬいぐるみ              |
| ヨスガノソラ 春日野穹 | 2011年4月6日   | 第1話、第7話、 第10話 - 第12話 | KIXA-78 （通常版）            | 添い寝CD（依媛奈緒・春日野穹） 特別ブックレット 依媛奈緒・春日野穹収納BOX 全巻収納BOX                                           |

### 関連商品（アニメ）
ぬいぐるみストラップ「春日野穹」 C79ver
BD「春日野穹」編の限定版に付いていたものの別仕様。コミックマーケット79のスターチャイルドブースにて先行販売された後、フィギュアメーカーのGiftにて通信販売が行われた。
ヨスガノソラ OFFICIAL CHARACTERBOOK
学研パブリッシング（現・ワン・パブリッシング）が2011年4月に発行したテレビアニメ版の公式ガイドブック。版権画像や本編画像を収録したのが中心だが、本編画像では性的シーンがほぼ無修正の状態で掲載されており、これが後のメガミマガジンRXへと発展していった。
マジキュー4コマ ヨスガノソラ
エンターブレイン（現・KADOKAWA）が発行していた漫画作品集。タイトルロゴがテレビアニメ版のものになっており、コピーライトにも「奥木染町内会」の表記がある。

### 反応と評価
2012年5月14日までに、東京都青少年・治安対策本部は、本作のアニメについて「兄妹の近親相姦シーンが含まれるが、実際に視聴して確認した所、社会的に是認されているかのように描いたり、必要以上に繰り返し描いたりしているものではなく、不健全図書類には該当しない」という判断を下した。
声優の会沢紗弥は、今まで観賞した中で一番泣いたアニメは『ヨスガノソラ』だと述べている。声優の富沢恵莉は『ヨスガノソラ』のファンであり、春日野穹が二次元キャラクターで一番好きであると述べ、聖地巡礼も行った。俳優の北村諒は登場人物の穹を「嫁」と呼び、贔屓にしていることを公言している。アニメーターの矢野茜は『ヨスガノソラ』のようなアニメを観たことがきっかけでアニメーターを目指したと語っている。